# بريد الجمعة
بريد الجمعة، هو باب بريد القراء الأسبوعي في جريدة الأهرام المصرية. كان أشهر من تولى تحريره الصحفي المصري الراحل عبد الوهاب مطاوع الذي تسلمه من الصحفي محمد زايد عام 1982.و تولاه بعده خيري رمضان منذ عام 2004 ، ثم تولاه بعده أحمد البري.
يتخصص بريد الجمعة في عرض قصص ومشاكل من حياة القراء اليومية, حيث يتم تحرير الرسالة وإعدادها للنشر كما يتم إعطاء كل رسالة اسماً مميزاً ويعطى بقية القراء فرصة التعليق على الرسائل المنشورة والردود عليها في شكل «همس الأصدقاء».
تصل بريد الأهرام تبرعات مالية وعينية يتم توجيهها حسب رغبة المتبرع وتدينه.

## مواضيع متعلقة
- خيري رمضان
- جريدة الأهرام
- عبد الوهاب مطاوع